# 애국자의 아들
"애국자의 아들"은 윤봉춘 감독의 1949년 흑백 영화이다. 안석영이 시나리오를 맡고, 이구영, 윤봉춘이 각색을 맡았다.

## 줄거리
독립투사의 아들인 태영은 홀어머니 밑에서 가난하게 살아간다. 그러나 그는 성격이 굳세어 공부도 잘하기 때문에 어머니의 더없는 낙(樂)이 된다. 동네 아이들은 태영을 가난한 집 아이라고 조롱하기가 일쑤였다. 그때마다 태영은 조국 광복에 몸바친 아버지를 생각하고는 모든 굴욕을 '애국자의 아들'이란 긍지로 참고 견딘다. 결국 동네 아이들도, 그가 애국자의 아들이었다는 사실을 알게 되어, 저희들의 잘못을 뉘우치고 서로 협동하며 우의를 더욱 두텁게 하는 것이었다.

## 의의
광복 이후 애국·애족에 대한 테마를 다룬 영화가 많이 쏟아져 나왔음은 당연한 소치라 할 수 있다. 그 중에서도 윤봉춘 감독은 "윤봉길 의사", "유관순" 등을 통하여 이 땅의 ‘애국자상’(愛國者像)을 스크린에 영상화(映像化)하는 일에 앞장섰다. "애국자의 아들" 역시 그러한 계열의 작품이라 할 수 있는데, 특히 애국자의 아들이 겪는 심적 갈등과 당시 사회 세태를 그렸다는 데에 더욱 의의를 찾을 수 있는 영화이다.

## 출연
- 김석구
- 유계선
- 이동혁